# تشيس كلايبول
تشيس كلايبول ، من مواليد 7 جويلية 1998 في بلده الام أبوتسفورد ، كولومبيا البريطانية ( كندا )، هو لاعب تميز في لعب كرة قدم أمريكي كندي . يلعب في خطة المتلقي الواسع لفريق شيكاغو بيرز كان يلعب في الدوري الوطني لكرة القدم (NFL).